# Ana Marzoa
Ana Beatriz Vázquez Argibay, coneguda també com a Ana Marzoa (n. Buenos Aires, 15 de setembre de 1949), és una actriu de doble nacionalitat argentina-espanyola.

## Biografia
Filla d'emigrants gallecs, va néixer en Buenos Aires i sent molt jove va fer estudis de teatre, dansa clàssica, magisteri i música.
En 1971 va tornar a Espanya, on ha desenvolupat gairebé tota la seva carrera professional.
Porta present més de tres dècades en els escenaris espanyols, on ha interpretat gran nombre de personatges. Entre les seves creacions més celebrades per la crítica i el públic estan les de Rosaura, a l'obra La vida es sueño, de Calderón de la Barca, dirigida per José Luis Gómez. Ha interpretat també, entre d'altres, La Dorotea, de Lope de Vega; El castigo sin venganza (1985) i El concierto de San Ovidio, ambdues dirigides per Miguel Narros; o l'obra Paso a paso, de Richard Harris, en versió de Nacho Artime.
Però el que li va donar més popularitat van ser les seves intervencions en les sèries de televisió Anillos de oro i Segunda enseñanza, d'Ana Diosdado i Pedro Masó.
En 2017 va estrenar la sèrie Pulsaciones d'Antena 3, que tenia una trama tancada i va concloure en la seva primera temporada.

## Trajectòria professional

### Teatre
- Ligazón (1975), de Valle-Inclán.
- Harold y Maud (1975), de Colin Higgins.
- La doble historia del doctor Valmy (1976), d'Antonio Buero Vallejo.
- Homenaje (1980), de Bernard Slade.
- La vida es sueño (1981), de Calderón de la Barca.[6]
- La Dorotea (1983), de Lope de Vega.
- Antígona (1983), de Sòfocles; Festival de Mérida
- Cuentos de los bosques de Viena (1984), d'Ödön von Horváth.[7]
- Electra (1984), de Eurípides; Teatro Romano de Mérida.
- El castigo sin venganza (1985), de Lope de Vega.
- El concierto de San Ovidio (1986), de Antonio Buero Vallejo.
- Paso a paso (1986), de Richard Harris.
- La Malquerida (1988), de Jacinto Benavente.
- Separados (1989), de Tom Kempinski.
- Calígula (1990), d'Albert Camus; Festival de Mérida.
- Perdidos en Yonkers (1992), de Neil Simon.
- Un tranvía llamado Deseo (1993), de Tennessee Williams.
- Los bosques de Nyx (1994), de Javier Tomeo.
- Terror y miseria del Tercer Reich (1995), de Bertolt Brecht.
- Un marido ideal (1996), d'Oscar Wilde.
- La hermana pequeña (1999), de Carmen Martín Gaite.
- Madrugada (2000), de Antonio Buero Vallejo.
- Panorama desde el puente (2000), d'Arthur Miller.
- El precio (2003), d'Arthur Miller.
- Tras las huellas de Bette Davis (Muñecas rotas) (2007), d'Eugenio Arredondo.
- La señorita de Trevélez (2007), de Carlos Arniches.
- La noche de la iguana (2009), de Tennessee Williams.
- Las más fuertes (2011), d'Eusebio Lázaro.
- Verano (2011), de Jorge Roelas.[8]
- Y la casa crecía  (2016), de Jesús Campo.
- La gata sobre el tejado de zinc, de Tennessee Williams.

### Televisió
- Una vida para amarte (1970)
- Así amaban los héroes (1971)
- Cuentos y leyendas
  - El regreso de Edelmiro (9 de gener de 1976)
- Las Viudas
  - Viuda castellana (3 de maig de 1977)
- Curro Jiménez
  - Una larga ausencia (29 de desembre de 1976)
  - Una larga distancia (11 de desembre de 1977)
- Cañas y Barro (1978)
- Estudio 1
  - El chico de los Winslow (11 d'octubre de 1982)
  - Al final de la cuerda (18 d'abril de 1979)
- Cervantes  (1981)
- Anillos de oro
  - El país de las maravillas (11 de novembre de 1983)
- El jardín de Venus
  - Salvada (13 de novembre de 1983)
  - Condecorado (29 de novembre de 1983)
- La huella del crimen
  - El caso del procurador enamorado (1984)
- Segunda enseñanza (1986)
- Primera función
  - La dama del alba (19 de gener de 1989)
- Crónicas del mal
  - La casa embrujada (20 de novembre de 1992)
- Función de noche
  - Los bosques de Nyx (8 de juliol de 1995)
- Historias del otro lado
  - Delirium (15 de maig de 1991)
  - Mujer con violetas (14 de febrer de 1996)
  - El despacho del doctor Armengot (28 d'abril de 1996)
- Policías, en el corazón de la calle (2001-2003)
- 7 vidas
  - Atraco a las tres (12 de febrer de 2006)
- Hospital Central
  - Señales de humo (21 de juny de 2006)
- B&B, de boca en boca
  - La verdad sobre Paula Dobao (2 d'abril de 2014)
- Pulsaciones (2017)
- Vis a vis (2018)
- Estoy vivo (2018)

### Cinema
- Blum (1970), de Julio Porter.
- Los amantes (1973), de Manuel J. Catalán.
- Dale nomás (1974), d'Osías Wilenski.
- El tramposo (1976), de Sidney Hayers.
- El día del presidente (1979), de Pedro Ruiz Céspedes.
- ¡Qué verde era mi duque! (1980), de José María Forqué.
- Palmira (1982), de José Luis Olaizola.
- La guerra de los locos (1987), de Manolo Matji.
- La familia... 30 años después (1999), de Pedro Masó.
- Calle Libertad (2004), de Begoña Saugar.

## Premis
- Fotogramas de Plata: Candidata en 1983 (per la sèrie Anillos de oro), en 1993 (per l'obra Un tranvía llamado Deseo) i en 1996 (per l'obra Un marido ideal).
- Premi María Guerrero (1985).
- Premi Miguel Mihura (de la temporada 1985-1986), per les obres El castigo sin venganza i El concierto de San Ovidio.
- Premio Nacional de Teatro (1986).
- Premi Ercilla de Teatre (2000), per l'obra Madrugada.
- També destaquen nominacions als Premis Mayte i els Premis Teatre de Rojas (per La noche de la iguana).